# Kyrillô và Mêthôđiô
Các Thánh Kirilô và Mêthôđiô (tiếng Hy Lạp: Κύριλλος καὶ Μεθόδιος, tiếng Slavơ Giáo hội Cổ: Кѷриллъ и Меѳодїи) là hai anh em người Hy Lạp Byzantine sinh ở Thessalonica thế kỷ thứ 9, là những nhà truyền giảng Kitô giáo cho người Slavơ ở vùng Đại Moravia và Pannonia. Các đóng góp của hai ông đã ảnh hưởng lên sự phát triển văn hóa của tất cả các sắc dân Slavơ, vì vậy hai ông được tôn vinh là "các tông đồ cho người Slavơ". Hai ông đã sáng chế ra bảng chữ cái Glagolitsa, hệ thống chữ viết đầu tiên cho tiếng Slavơ Giáo hội Cổ. Sau khi hai ông qua đời, các môn đệ và học trò của hai ông đã tiếp tục sự nghiệp truyền giáo cho các dân tộc Slavơ, họ cũng sáng chế ra bảng chữ cái Kyrill, đặt tên theo người thầy của mình. Hai anh em Mêthôđiô và Kirilô được tôn kính là thánh trong Chính thống giáo Đông phương với danh hiệu "đồng đẳng sứ đồ". Vào năm 1880, Giáo hoàng Lêô XIII đưa lễ kính hai thánh vào lịch Công giáo Rôma. Năm 1980, Giáo hoàng Gioan Phaolô II tuyên bố hai vị là các thánh đồng-bảo trợ của châu Âu, cùng với thánh Bênêđictô thành Nursia.